# Plusiophaes seydeli
Plusiophaes seydeli är en fjärilsart som beskrevs av Emilio Berio 1966. Plusiophaes seydeli ingår i släktet Plusiophaes och familjen nattflyn. Inga underarter finns listade i Catalogue of Life.